# Topografska izolacija
Topografska izolacija vrha je najmanjša razdalja do točke enake nadmorske višine, ki predstavlja polmer prevlade, v katerem je vrh najvišja točka. Lahko se izračuna tako za majhne hribe in otoke kot tudi za večje gorske vrhove in celo za podmorske vrhove. Mount Everest, najvišja točka na Zemlji, ima nedefinirano izolacijo, saj ni višjih točk, na katere bi se lahko sklicevali.
Ker je topografsko izolacijo težko določiti, je pogost približek razdalja do vrha, imenovana najbližji višji sosed (NVS).

## Tabela izolacij
Naslednja tabela, ki jo je mogoče razvrstiti, navaja 40 najbolj topografsko izoliranih vrhov Zemlje.
| Rang]] | Vrh               | Kopno                                     | Država                                     | Nadmorska višina | Prominenca | Izolacija | Najbližji višji sosed                                 |
| ------ | ----------------- | ----------------------------------------- | ------------------------------------------ | ---------------- | ---------- | --------- | ----------------------------------------------------- |
| 1      | Mount Everest     | Evrazija                                  | Nepal Ljudska republika Kitajska           | 8848             | 8848       | n/a       | n/a                                                   |
| 2      | Aconcagua         | Južna Amerika                             | Argentina (Mendoza)                        | 6962             | 6962       | 16.520 km | Tirich Mir (Khyber Pakhtunkhwa, Pakistan)             |
| 3      | Denali            | Severna Amerika                           | ZDA (Aljaska)                              | 6193,54          | 6149       | 7450,24   | Janamaš (Šindžjang, Kitajska)                         |
| 4      | Kilimandžaro      | Afrika                                    | Tanzanija                                  | 5895             | 5885       | 5509,70   | Kuh-e Šašgal (Afghanistan)                            |
| 5      | Puncak Jaya       | Nova Gvineja                              | Indonezija (Papua)                         | 4884             | 4884       | 5261,65   | Snežna gora Žadastega zmaja (Junan, Kitajska)         |
| 6      | masiv Vinson      | Antarktika                                | Antarktika                                 | 4892             | 4892       | 4860,83   | Risco Plateado (Mendoza, Argentina)                   |
| 7      | Mont Orohena      | Tahiti                                    | Francoska Polinezija                       | 2241             | 2241       | 4128,07   | Mount Ngauruhoe (Nova Zelandija)                      |
| 8      | Mauna Kea         | Havaji                                    | ZDA (Havaji)                               | 4205,02          | 4205,02    | 3946,92   | Mount Shasta (Kalifornija, ZDA)                       |
| 9      | Gunnbjørn Fjeld   | Grenlandija                               | Grenlandija                                | 3694             | 3694       | 3254,12   | Eiger (Bern, Švica)                                   |
| 10     | Aoraki/Mount Cook | Južni otok                                | Nova Zelandija                             | 3754             | 3754       | 3139,82   | Mount Adam (Viktorijina dežela, Antarktika)           |
| 11     | Thabana Ntlenyana | Afrika                                    | Lesoto                                     | 3482             | 2390       | 3003,28   | Meru (Tanzanija)                                      |
| 12     | Maunga Terevaka   | Velikonočni otok                          | Čile                                       | 506              | 506        | 2836,17   | Cerro de Los Inocentes (Otok Robinsona Crusoea, Čile) |
| 13     | Mont Blanc        | Evrazija                                  | Francija · Italija                         | 4809             | 4696       | 2812,64   | Kukurtlu Dome (Kavkaz, Rusija)                        |
| 14     | Piton des Neiges  | Réunion                                   | Francija                                   | 3071             | 3071       | 2767,30   | Giant's Castle (KwaZulu-Natal, Južna Afrika)          |
| 15     | Ključevska Sopka  | Evrazija                                  | Rusija (Kamčatka)                          | 4750             | 4649       | 2748,28   | Mount Foraker (Aljaska, ZDA)                          |
| 16     | Pico de Orizaba   | Severna Amerika                           | Mehika (Puebla)                            | 5636             | 4922       | 2690,27   | Pico Cristóbal Colón (Magdalena, Kolumbija)           |
| 17     | Queen Mary's Peak | Tristan da Cunha                          | Sveta Helena                               | 2060             | 2060       | 2665,34   | Mount Paget (otok Južna Georgija, VB)                 |
| 18     | Mount Whitney     | Severna Amerika                           | ZDA (Kalifornija)                          | 4421             | 3072,38    | 2649,47   | Nevado de Toluca (D.F., México, Hidalgo, Mehika)      |
| 19     | Gunung Kinabalu   | Borneo                                    | Malezija (Sabah)                           | 4095             | 4095       | 2538,23   | Ngga Pilimsit (Papua, Indonezija)                     |
| 20     | Elbrus            | Evrazija                                  | Rusija (Kabardino-Balkarija)               | 5642             | 4741       | 2472,69   | Pik Agasis (Tadžikistan)                              |
| 21     | Pico da Bandeira  | Južna Amerika                             | Brazilija (Espirito Santo)                 | 2897             | 2647       | 2392,74   | Cerro Naranjos (Bolivija)                             |
| 22     | Kamerun           | Afrika                                    | Kamerun                                    | 4040             | 3901       | 2337,92   | Mikeno (Demokratina republika Kongo)                  |
| 23     | Mount Paget       | Južna Georgija in Južni Sandwichevi otoki | Južna Georgija in Južni Sandwichevi otoki  | 2915             | 2915       | 2269,12   | Welch Mountains (Palmer Land, Antarktika)             |
| 24     | Mauga Silisili    | Savai'i                                   | Samoa                                      | 1858             | 1858       | 2245,43   | Tabwemasana (Vanuatu)                                 |
| 25     | Nevado Huascarán  | Južna Amerika                             | Peru                                       | 6746             | 2776       | 2196,26   | Nevado Tres Cruces (Čile/Argentina)                   |
| 26     | Anamudi           | Evrazija                                  | Indija (Kerala)                            | 2695             | 2480       | 2115,33   | Mačapučara (Nepal)                                    |
| 27     | Džebel Toubkal    | Afrika                                    | Maroko                                     | 4167             | 3755       | 2078,45   | Picco Luigi Amedeo (Italija)                          |
| 28     | Fudži             | Honšu                                     | Japonska (Čubu)                            | 3776             | 3776       | 2077,04   | Huešan (Tajvan)                                       |
| 29     | Emi Koussi        | Afrika                                    | Čad                                        | 3445             | 2934       | 2000,77   | Kamerun (Kamerun)                                     |
| 30     | Mawson Peak       | Otok Heard in otočje McDonald             | Otoki Heard in McDonald                    | 2745             | 2745       | 1921,63   | Mount McMaster (Enderby Land, Antarktika)             |
| 31     | Mount Mitchell    | Severna Amerika                           | ZDA (Severna Karolina)                     | 2037,31          | 1856,54    | 1913,48   | Lone Butte (Kolorado, ZDA)                            |
| 32     | Gunung Kerinci    | Sumatra                                   | Indonezija (Zahodna Sumatra)               | 3805             | 3805       | 1904,84   | Gunung Kinabalu (Sabah, Malezija)                     |
| 33     | Joe's Hill        | Kiritimati                                | Kiribati                                   | 13               | 13         | 1902,85   | Mauna Loa, Puu Ki (Havaji, ZDA)                       |
| 34     | Agrihan           | Agrihan                                   | Severni Marianski otoki                    | 965              | 965        | 1901,74   | Mount Amagi (Čubu, Japonska)                          |
| 35     | Mount Kosciuszko  | Avstralija                                | Avstralija (Novi južni Wales)              | 2228             | 2228       | 1894,83   | Mount Tūtoko (Nova Zelandija)                         |
| 36     | Olavtoppen        | Bouvetov otok                             | Otoki Bouvet                               | 780              | 780        | 1856,34   | Edinburgh Peak (Otok Gough, Južni Atlantski ocean)    |
| 37     | Mascarin Peak     | Otok Marion                               | Južna Afrika (Otoki princa Edvarda)        | 1230             | 1230       | 1847,77   | Cockscomb (Vzhodna Kaplandija, Južna Afrika)          |
| 38     | Green Mountain    | Ascension                                 | Sveta Helena                               | 859              | 859        | 1842,26   | Mount Richard-Molard (Slonokoščena obala/Gvineja)     |
| 39     | Gora Narodnaya    | Evrazija                                  | Rusija (Hanti-Mansijsko avtonomno okrožje) | 1895             | 1772       | 1835,59   | Kattotjåkkå (Švedska)                                 |
| 40     | Ju-šan            | Tajvan                                    | Tajvan                                     | 3952             | 3952       | 1814,83   | Peak 4030 (Junan, Kitajska)                           |

## Primeri
- Najbližji vrh najvišje nemške gore, 2962 metrov visoke Zugspitze, ki ima vrh na 2962 m, je Zwölferkogel (2988 m) v avstrijskih Stubajskih Alpah. Razdalja med Zugspitze in slednjo je 25,8 km; Zugspitze je tako najvišji vrh v radiju 25,8 km naokoli. Njena izolacija je torej 25,8 km.
- Ker ni višjih gora od Mount Everesta, ni dokončne izolacije. Mnogi viri navajajo njegovo izoliranost kot obseg Zemlje nad poli ali – vprašljivo, ker ni enotne definicije – kot polovico Zemljinega obsega.
- Za Mount Everestom je Aconcagua, najvišja gora ameriških celin, najbolj izolirana od vseh gora. Za 16.534 kilometrov ni višjega kopnega, ko njeno višino prvič preseže Tirich Mir v Hindukušu.
- Mont Blanc je najvišja gora Alp. Vse geografsko najbližje višje gore so na Kavkazu. Kukurtlu Dome (4978 m) je referenčni vrh za Mont Blanc.
- Musala je najvišji vrh gore Rila, tudi v Bolgariji in gorskem sistemu Balkanskega polotoka; z višino 2925 m je 4. najbolj topografsko izoliran glavni vrh v celinski Evropi.[3] S topografsko pomembnostjo 2473 m je Musala tudi 6. najvišji vrh po topografski prominenci v celinski Evropi.[4]

## Galerija
- 1. Mount Everest je najvišji gorski vrh na Zemlji
- 2. Aconcagua je najvišji vrh tako na južni kot na zahodni polobli
- 3. Denali je najvišji vrh Severne Amerike
- 4. Kilimandžaro je najvišji vrh Afrike
- 5. Puncak Jaya na Novi Gvineji je najvišji vrh na katerem koli oceanskem otoku
- 6. masiv Vinson je najvišji vrh Antarktike
- 7. Mont Orohena na Tahitiju je najvišji vrh Francoske Polinezije
- 8. Mauna Kea na otoku Havaji je najvišja gora na Zemlji, merjeno od vznožja na morskem dnu do vrha
- 9. Gunnbjørn Fjeld na Grenlandiji je najvišji vrh Arktike
- 10. Aoraki/Mount Cook na Južnem otoku je najvišji vrh Nove Zelandije
- 11. Thabana Ntlenyana v Lesotu je najvišja točka južne Afrike
- 12. Maunga Terevaka je najvišja točka na Velikonočnem otoku
- 13. Mont Blanc je najvišji vrh zahodne Evrope.
- 14. Piton des Neiges je vrh Réuniona
- 15. Ključevska Sopka je najvišji vrh Kamčatke
- 16. Pico de Orizaba je najvišji vrh Mehike
- 17. Queen Mary's Peak je najvišja točka na atlantskem otoku Tristan da Cunha
- 18. Mount Whitney je najvišji vrh sosednjih Združenih držav Amerike
- 19. Gunung Kinabalu je vrh Bornea
- 20. Elbrus je najvišji vrh Evrope
- 21. Pico da Bandeira je tretji najvišji vrh Brazilije
- 22. Kamerun je najvišji vrh Kameruna
- 23. Mount Paget v Južni Georgiji je najvišji vrh v južnem Atlantskem oceanu